# Colonialidade do conhecimento

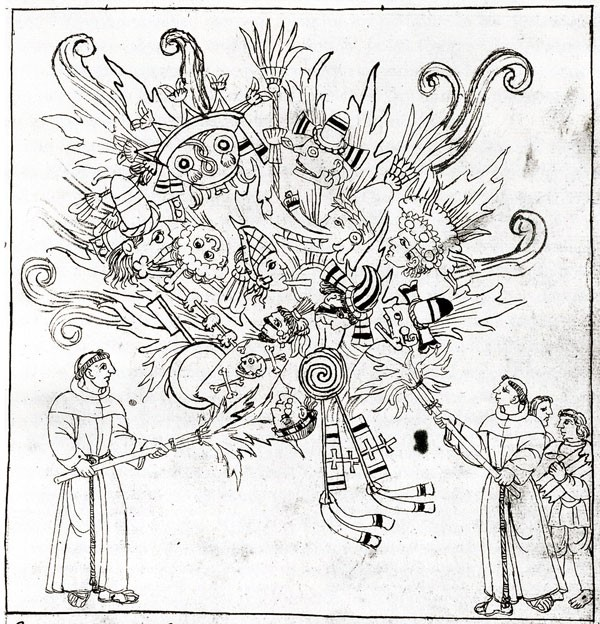
Em sua Descripción de Tlaxcala, de 1585, Diego Muñoz Camargo ilustrou a queima de livros de códices pré-colombianos por frades franciscanos.

A colonialidade do conhecimento é um conceito que o sociólogo peruano Aníbal Quijano desenvolveu e adaptou ao pensamento descolonial contemporâneo. O conceito critica o que os proponentes chamam de sistema eurocêntrico de conhecimento, argumentando que o legado do colonialismo sobrevive dentro dos domínios do conhecimento. Para os pesquiadores descoloniais, a colonialidade do conhecimento é central para o funcionamento da colonialidade do poder e é responsável por transformar os sujeitos coloniais em vítimas da colonialidade do ser, termo que se refere às experiências vividas pelos povos colonizados.

## Origem e desenvolvimento
Segundo Fregoso Bailón e De Lissovoy, Hatuey, um guerreiro indígena taíno da ilha colonial Ilha de São Domingos, que contém o Haiti e a República Dominicana, foi um dos primeiros a perceber "o conhecimento ocidental como um discurso colonial". Inspirado por Hatuey, Antonio de Montesinos iniciou sua carreira como educador em 1511, ensinando pensamento crítico a Bartolomeu de las Casas. Na era contemporânea, Frantz Fanon é considerado uma figura influente que criticou os aspectos intelectuais do colonialismo. Para Fanon, "o colonialismo é tanto um processo psíquico e epistemológico quanto material". Quijano expandiu esse insight e avançou na crítica das dimensões intelectuais do colonialismo.
O conceito de colonialidade do conhecimento é derivado das teorias da colonialidade. A ideia de colonialidade ou "colonialidade global" consiste em colonialidade de poder, colonialidade de ser e colonialidade de conhecimento. O conceito de colonialidade do conhecimento se originou em um artigo escrito em 1992 pelo sociólogo peruano Anibal Quijano, que desenvolveu o conceito como parte de uma discussão mais ampla sobre sistemas globais de poder, conhecimento, hierarquia racial e capitalismo no contexto dos eventos históricos e culturais latino-americanos do século XIV até o presente. Pensadores descoloniais como Walter Mignolo, Enrique Dussel e Santiago Castro-Gómez, posteriormente expandiram o conceito.

## Contexto
De acordo com Quijano, o colonialismo teve uma influência particular nos modos de conhecimento, produção de conhecimento, perspectivas, visões das culturas colonizadas; e sistemas de imagens, símbolos e modos de significação; junto com seus recursos, padrões e instrumentos de expressão formalizada e objetivada. Para Quijano, essa supressão do conhecimento acompanhou a aniquilação das populações indígenas em todo o continente, bem como das sociedades e tradições indígenas. Quijano disse que os padrões de supressão, expropriação e imposição de conhecimento criados durante o período colonial, refratados por meio de concepções de raça e hierarquia racial, persistiram depois que o colonialismo foi derrubado como "uma ordem política explícita". Isso persiste em inúmeras "situações coloniais" nas quais indivíduos e grupos em regiões historicamente colonizadas são excluídos e explorados. Os pesquisadores decoloniais referem-se a esse legado contínuo do colonialismo como "colonialidade", que descreve o legado percebido do colonialismo de opressão e exploração em muitos domínios inter-relacionados, incluindo o conhecimento. Ndlovu-Gatsheni cita Quijano, referindo-se ao "controle da economia; controle da autoridade, controle de gênero e sexualidade; e controle da subjetividade e do conhecimento".

## Perspectiva teórica
Para Nelson Maldonado-Torres, a colonialidade denota as estruturas de poder de longa data que se desenvolveram como resultado do colonialismo, mas continuam a ter um impacto na cultura, no trabalho, nas relações interpessoais e na produção de conhecimento que se estende muito além dos limites formais das administrações coloniais. Ele vive na literatura, nos padrões de desempenho acadêmico, nas tendências culturais, no senso comum, na autoimagem das pessoas, nas metas pessoais e em outros aspectos da vida moderna. Anibal Quijano descreveu esta estrutura de poder como "colonialidade do poder" que se baseia na ideia de "colonialidade do conhecimento", que é "central para a operação da colonialidade do poder". Enquanto o termo colonialidade do poder se refere à inter-relação entre "formas modernas de exploração e dominação", o termo colonialidade do conhecimento diz respeito à influência do colonialismo nos domínios da produção do conhecimento. Karen Tucker identifica a "colonialidade do conhecimento" como "uma das formas múltiplas e cruzadas de opressão" dentro de um sistema de "colonialidade global". A colonialidade do conhecimento "apropria-se do significado" da mesma forma que a colonialidade do poder "toma autoridade, apropria-se da terra e explora o trabalho".
A colonialidade do conhecimento levanta questões epistemológicas como quem cria qual conhecimento e com que finalidade, a relevância e irrelevância do conhecimento e como conhecimentos específicos desestabilizam ou capacitam certos povos e comunidades. A tese questiona direta ou implicitamente categorias e atitudes epistemológicas fundamentais, como a crença e a busca da verdade objetiva, o conceito de sujeito racional, a distinção epistemológica entre o sujeito conhecedor e o objeto conhecido, a suposição de "a validade universal do conhecimento científico e a universalidade da natureza humana". De acordo com essa teoria, essas categorias e atitudes são "construções eurocêntricas" intrinsecamente impregnadas do que se pode chamar de "vontade de dominação colonial". Os teóricos decoloniais referem-se ao "sistema de conhecimento eurocêntrico", que eles acreditam ter atribuído a criação de conhecimento aos europeus e priorizado o uso de métodos europeus de produção de conhecimento. Segundo Quijano, a hegemonia da Europa sobre o novo paradigma de poder global consolidou sob sua hegemonia todas as formas de controle da subjetividade, da cultura e, em particular, do conhecimento e da criação do conhecimento. Isso resultou na negação da criação de conhecimento aos povos conquistados, por um lado, e na repressão das formas tradicionais de produção de conhecimento, por outro, com base na relação de superioridade/inferioridade da estrutura hierárquica.
Quijano caracteriza o conhecimento eurocêntrico como uma "racionalidade específica ou perspectiva de conhecimento que se tornou globalmente hegemônica" por meio da operação entrelaçada do colonialismo e do capitalismo. Ele funciona construindo relações hierárquicas binárias entre "as categorias de objeto" e simboliza uma específica secular, instrumental e "racionalidade tecnocrática" que Quijano contextualiza em referência ao pensamento da Europa Ocidental de meados do século XVII e às demandas da expansão capitalista global do século XIX. Para Quijano, codifica as relações entre a Europa Ocidental e o resto do mundo usando categorias como "primitivo-civilizado", "irracional-racional" e "tradicional-moderno"; e cria distinções e hierarquias entre eles, de modo que a "não-Europa" esteja alinhada com o passado e seja, portanto, "inferior, senão sempre primitiva". Da mesma forma, codifica a relação entre a Europa Ocidental e a "não-Europa" como entre sujeito e objeto, perpetuando o mito de que a Europa Ocidental é a única fonte de conhecimento confiável. Para Quijano, o "paradigma epistemológico ocidental" sugere:
(...) só a cultura europeia é racional, pode conter "sujeitos" – o resto não é racional, não pode ser ou abrigar "sujeitos". Como consequência, as outras culturas são diferentes no sentido de que são desiguais, de fato inferiores, por natureza. Só podem ser "objetos" de conhecimento e/ou de práticas de dominação. A partir dessa perspectiva, a relação entre a cultura europeia e as outras culturas foi estabelecida e se manteve, como uma relação entre "sujeito" e "objeto". Bloqueou, portanto, toda relação de comunicação, de intercâmbio de conhecimento e de modos de produzir conhecimento entre as culturas, uma vez que o paradigma implica que entre "sujeito"  e "objeto" pode haver apenas uma relação de externalidade.— Anibal Quijano, citado em Paul Anthony Chambers, 2020 Epistemology and Domination (em inglês)
O dualismo sujeito-objeto proposto por Quijano e outros pensadores descoloniais como Enrique Dussel é baseado em uma leitura particular da ideia de cogito de René Descartes. O "eu" da expressão icónica "Penso, logo existo" é um "eu" imperial que, segundo Quijano, "tornava possível omitir qualquer referência a qualquer outro 'sujeito' fora do contexto europeu".
Antes de Lyotard, Vattimo e Derrida na Europa, o argentino Enrique Dussel sinalizou as consequências da crítica de Heidegger à metafísica ocidental e chamou a atenção para a relação intrínseca entre o sujeito moderno do Iluminismo e o poder colonial europeu. Por trás do 'ego cogito' cartesiano, que inaugura a modernidade, há um logocentrismo oculto através do qual o sujeito iluminado se diviniza e se torna uma espécie de demiurgo capaz de constituir e dominar o mundo dos objetos. O moderno 'cogito' do ego torna-se assim a vontade de poder: "Eu penso" é equivalente a "eu conquisto"a base epistêmica sobre a qual a dominação europeia se baseia desde o século XVI.— Santiago Castro-Gómez, citado em Paul Anthony Chambers, 2020. Epistemology and Domination (em inglês)
De acordo com a perspectiva decolonial, a colonialidade do conhecimento refere-se, portanto, a práticas intelectuais historicamente arraigadas e raciais que continuamente elevam as formas de conhecimento e os "princípios geradores de conhecimento" das civilizações colonizadoras enquanto rebaixam as das sociedades colonizadas. Ele enfatiza o papel do conhecimento nas "violências" que definiram o domínio colonial, bem como a função do conhecimento em sustentar a percepção da hierarquização e opressão racial que foram criadas durante esse período.

### Aspectos
Sarah Lucia Hoagland identificou quatro aspectos da colonialidade da "prática do conhecimento anglo-europeu":
1. A colonialidade do conhecimento acarreta práticas anglo-eurocêntricas, nas quais "o único discurso para articular a vida das mulheres do Terceiro Mundo é um anglo-europeu normativo e normativo".[23] Para Hoagland, os pesquisadores ocidentais avaliam seus sujeitos não ocidentais através das lentes da concepção ocidental de "mulher". Ao fazer isso, as feministas ocidentais interpretam seus sujeitos por meio de categorias e ideais ocidentais, interpolando-os na semiótica e nas práticas ocidentais. Muitas pesquisadoras feministas ocidentais, disse ela, percebem seus sujeitos por meio de construções culturais que só os veem como deficientes para as noções ocidentais de feminilidade e, portanto, em uma "necessidade desesperada de resgate esclarecido".[23]
2. O objeto de pesquisa é analisado apenas sob a perspectiva da racionalidade definida pela epistemologia moderna. Hoagland cita Anibal Quijano, que argumenta que a colonialidade das práticas de conhecimento começou com a colonização espanhola das Américas no século XV, tornando “impensável aceitar a ideia de que um sujeito conhecedor era possível além do sujeito do conhecimento postulado pelo próprio conceito de racionalidade” consagrado na epistemologia moderna.[24]
3. As metodologias de pesquisa assumem que "sujeitos conhecedores (autorizados)" são os únicos agentes nas atividades de pesquisa, e é sua "prerrogativa" interpretar e empacotar informações dentro das instituições autorizadoras.[25] Consequentemente, a "prática científica ocidental"[25] estabelece o pesquisador "como um juiz de credibilidade e um guardião de sua autoridade", que ela identifica como "uma representação discursiva das relações coloniais".[25] Tal abordagem é baseada na suposição de que os acadêmicos ocidentais são disciplinados para perceber "interpretação e empacotamento de informações" como o domínio do "sujeito conhecedor", o pesquisador, em vez do "sujeito do conhecimento, aquele que está sendo pesquisado".[26] Porque apenas o pesquisador é pensado para ter a agência legítima para fazê-lo.[26] De acordo com Hoagland, o sujeito conhecedor deve ser examinado com o mesmo grau de cuidado que os sujeitos do conhecimento que os sujeitos conhecedores examinam.[27]Uma conversa de "nós" com "nós" sobre "eles" é uma conversa em que "eles" são silenciados. "Eles" sempre fica do outro lado da colina, nus e sem palavras, quase sem presença em sua ausência.[25] 
Trinh T. Minh-ha, Woman, Native, Other, citado em Sarah Lucia Hoagland. Aspects of the Coloniality of Knowledge (em inglês). 2020
4. A colonialidade do conhecimento "pressupõe comensurabilidade com o discurso ocidental" e é a prática de "traduzir e reescrever outras culturas, outros saberes e outras formas de ser" no sistema de pensamento ocidental.[28] Hoagland disse que reformular as reivindicações indígenas para torná-las compreensíveis dentro das instituições ocidentais equivale a reescrever a ponto de eliminar a cultura indígena. Como tal sujeito de conhecimento da pesquisa não é "abordado como um sujeito conhecedor em seus próprios termos", pois "ela fica aquém como um sujeito conhecedor em termos ocidentais", ela não é "racional" e não funciona com a individualidade nem a abraça.[29]

Segundo Nick Shepherd, a colonialidade do conhecimento tem três dimensões; estrutural e logístico, epistemológico e ético e moral. Para Shepherd, os dados ou informações fluíam em uma direção e eram essencialmente extrativos por natureza. Informações, observações e artefatos foram transportados do sul e leste global para a Europa e América do Norte, onde foram processados e publicados. Acadêmicos em instituições metropolitanas acabaram tendo precedência na classificação e hierarquia da disciplina, enquanto aqueles no sul global foram considerados como "facilitadores locais ou colaboradores no terreno". Eles eram frequentemente chamados de "informantes", "escavadores" ou simplesmente "meninos". Embora isso tenha sido definido como uma situação histórica, Shepherd disse que essa prática continua e forma os aspectos estruturais e logísticos da colonialidade do conhecimento.
Em sua dimensão epistemológica, Shepherd disse que a colonialidade do conhecimento põe em questão as categorias e noções comumente mantidas que caracterizam o processo intelectual, bem como uma compreensão do que é o conhecimento e como ele funciona. Implica compreender como as configurações conjuntas de colonialismo e modernidade se manifestam nas formas como o conhecimento é conceituado e formado em várias disciplinas. Nas suas dimensões ética e moral, a colonialidade do conhecimento refere-se aos direitos e prerrogativas que os praticantes disciplinares adquirem no âmbito da sua formação, permitindo-lhes interferir nos locais e circunstâncias como um direito científico e como um ato moral. Shepherd cita exemplos da arqueologia, em que as extrações foram realizadas em locais sagrados reverenciados pelos habitantes locais.
Da mesma forma, Aram Ziai et al identificou o "problema da colonialidade" em três níveis distintos, mas interligados, de produção de conhecimento:
No nível das ordens do conhecimento, vemos isso na epistemologia (Cuja experiência e conhecimento conta como conhecimento científico válido? Como uma teoria do conhecimento universalmente válido está ligada à depreciação e destruição de outros conhecimentos?), bem como na ontologia (Que elementos constituem nosso mundo e formam a base de nossa pesquisa e que são vistos como irrelevantes? Isso foi influenciado pela legitimação da dominação? Percebemos nossas unidades de análise como individuais e discretas ou como sempre historicamente entrelaçadas e entrelaçadas?). No nível da metodologia de pesquisa, vemos isso nas relações de poder existentes entre sujeitos e objetos de pesquisa (Quem é visto como capaz de produzir conhecimento? Quem determina o propósito da pesquisa? Quem fornece os dados para a pesquisa e quem se envolve na construção da teoria e na tomada de carreira nesta base?). No nível da academia, vemos isso nos currículos (Que tipo de conhecimento e quais autores estão sendo ensinados nas universidades), bem como no recrutamento de acadêmicos (Que mecanismos de exclusão persistem no sistema de ensino determinando quem se tornará produtor de conhecimento nas instituições de ensino superior?).— Bendix, D.; Müller, F.; Ziai, A.,  Beyond the Master's Tools?: Decolonizing Knowledge Orders, Research Methods and Teaching, 2020

## Efeitos
Segundo William Mpofu, a colonialidade do conhecimento transforma os sujeitos coloniais em "vítimas da colonialidade do ser", "uma condição de inferiorização, periferização e desumanização", o que faz "referência primária à experiência vivida da colonização e seu impacto na linguagem". A tese da colonialidade do conhecimento afirma que as instituições educacionais refletem "o emaranhado de colonialidade, poder e a ego-política epistêmica do conhecimento", o que explica o "viés" que promove a produção de conhecimento ocidentalizado como imparcial, objetivo e universal enquanto rejeita a produção de conhecimento influenciada por "localização sociopolítica, experiência vivida e relações sociais" como "inferior e pseudocientífica". Poloma et al disseram que a dominação mundial do modelo universitário euro-americano simboliza a colonialidade do conhecimento, que é reforçada pela canonização dos currículos ocidentais, a primazia da língua inglesa na instrução e pesquisa e o fetichismo de classificações globais e certificação euro-americana em países do terceiro mundo.
Silova et al disse que a colonialidade da produção de conhecimento formou involuntariamente identidades acadêmicas, tanto socializando pesquisadores "não ocidentais ou não tão ocidentais" em formas ocidentais de pensamento e marginalizando-os nos processos de criação de conhecimento, resultando em "mimetismo acadêmico" ou "mimetismo intelectual". A colonialidade do conhecimento levou à formação de uma barreira de conhecimento que impede estudantes e acadêmicos de gerar novos conhecimentos adotando conceitos não ocidentais. Também tem um impacto significativo no currículo regular, que se baseia nas mesmas noções e paradigmas ocidentais, tornando difícil para os alunos avançarem além da estrutura epistemológica ocidental.

## Crítica
Em um artigo de 2020, Paul Anthony Chambers disse que a teoria da colonialidade do conhecimento, que propõe uma ligação entre o legado do colonialismo e a produção, validação e transferência de conhecimento, é "problemática" em alguns aspectos, particularmente em sua crítica à epistemologia cartesiana. Um exemplo deste último é um capítulo de 2012 de Sarah Lucia Hoagland que cita Quijano e diz que a metodologia cartesiana pratica "a rejeição cognitiva de tudo o que está fora de seus limites de sentido (...) resultando em um eurocentrismo  sofisticado". (...) e assim negando a relacionalidade". (Chambers e Hoagland citam Quijano, mas não citam um ao outro).
Embora Chambers concordasse com muito do que a teoria da colonialidade do conhecimento afirma, ele a criticou por "falhar em demonstrar adequadamente" como a epistemologia cartesiana/ocidental está ligada a padrões desiguais de produção global de conhecimento, bem como a formas mais amplas de dominação e exploração. Chambers reconheceu "as problemáticas dimensões políticas e sociológicas da produção de conhecimento", que ele disse que os pensadores descoloniais também enfatizaram, mas ele se opôs a alguns dos argumentos subjacentes da tese, que culpava a epistemologia cartesiana por "estruturas injustas de produção global de conhecimento"; ele argumentou que esta tese falha em explicar como a epistemologia cartesiana teve o impacto reivindicado pelos pensadores decoloniais.

Chambers disse:
As reivindicações de Quijano são baseadas em uma conexão questionável entre as categorias epistemológicas cartesianas de sujeito e objeto e a crença ideológica e racista de que os europeus eram naturalmente superiores aos índios e outros povos colonizados que eram considerados – embora não por todos os europeus, por exemplo Las Casas – ser inferior porque incapaz de pensamento racional e, portanto, mais parecido com crianças e, portanto, "objetos" efetivamente não autônomos.
Ele também disse: "Embora tal visão seja infamemente encontrada em Kant, não há evidência disso em Descartes".